# Arena Iougra
L'Arena Iougra (en russe : Арена-Югра) est une patinoire de Khanty-Mansiïsk en Russie.
Elle a une capacité de 5500 spectateurs. Elle accueille l'équipe de hockey sur glace du Iougra Khanty-Mansiïsk depuis 2009.